# 點斑櫛鰕虎
點斑櫛鰕虎（学名：Ctenogobiops pomastictus），又名點斑櫛眼鰕虎魚，为鰕虎科櫛眼鰕虎魚屬下的一个种。

## 扩展阅读
- 維基物種上的相關：點斑櫛鰕虎